# Magrie
Magrie is een gemeente in het Franse departement Aude (regio Occitanie) en telt 505 inwoners (2005). De plaats maakt deel uit van het arrondissement Limoux.

## Geografie
De oppervlakte van Magrie bedraagt 10,0 km², de bevolkingsdichtheid is 50,5 inwoners per km².

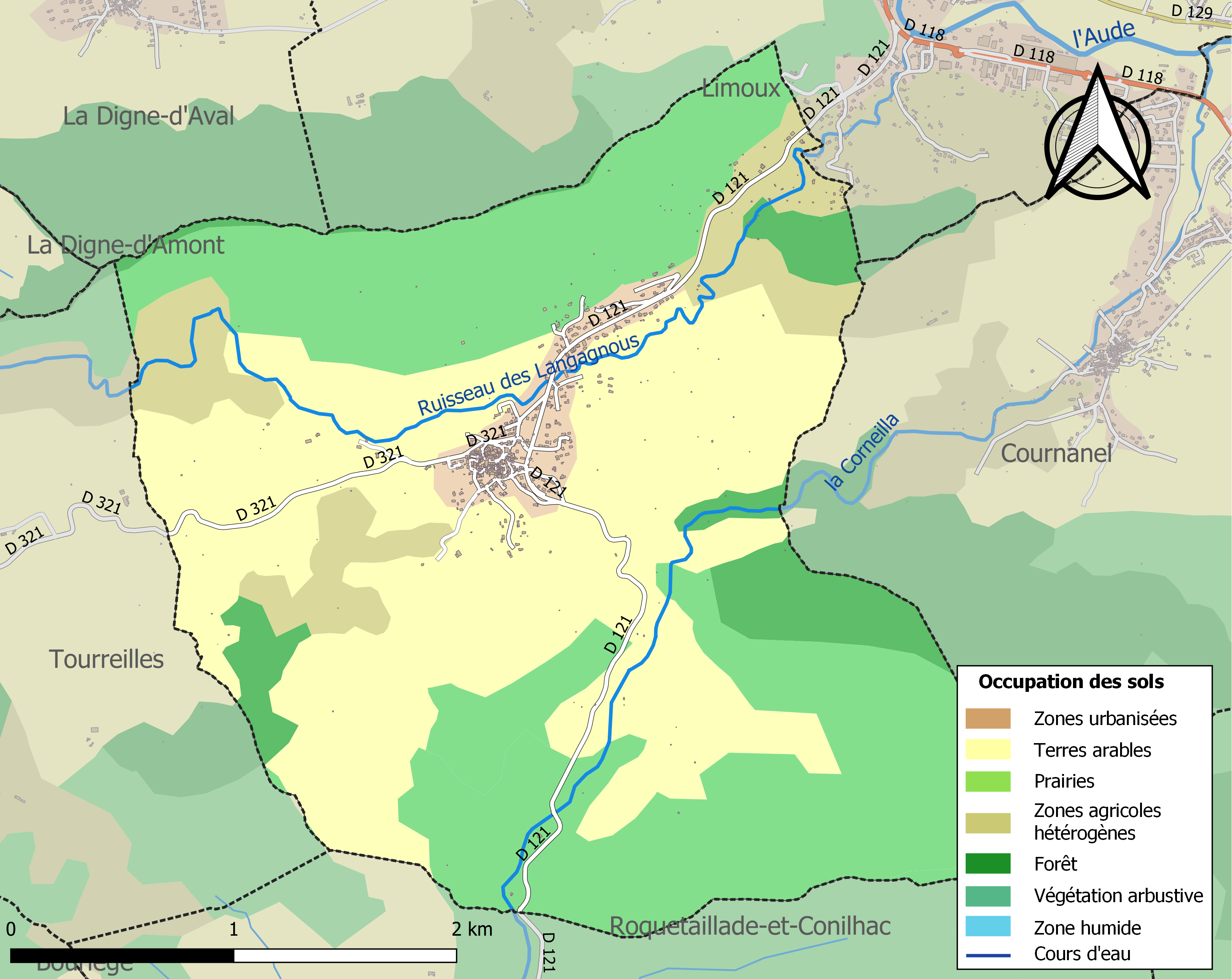
Kaart van de gemeente met de belangrijkste infrastructuur, bodemgebruik en aangrenzende gemeenten

## Demografie
Onderstaande figuur toont het verloop van het inwonertal (bron: INSEE-tellingen).

Vanwege een beveiligingsprobleem met de MediaWiki Graph-software is het momenteel niet mogelijk deze grafiek weer te geven. Zodra de software is bijgewerkt zal de grafiek vanzelf weer zichtbaar worden.